# Lifted Research Group
LRG clothing (eigentlich Lifted Research Group) ist eine im Jahr 1999 gegründete US-amerikanische Modefirma, die ihren Sitz in Orange County, Kalifornien hat. Die Gründer des Unternehmens sind Jonas Bevacqua und Robert Wright.
Die Motive von LRG sind oft von der Natur und den verschiedenen Völkern dieser Erde inspiriert. Das Unternehmen verwendet häufig den Slogan „Roots People“ („Verbindet Menschen“), welcher auch auf diversen Kleidungsstücken aufgedruckt ist. Es zählt zu den am stärksten wachsenden Modeunternehmen der vergangenen Jahre. Zu den am meisten hergestellten Artikeln gehören Jeans, Hoodies und Shirts, wobei das Sortiment mit der Zeit wesentlich größer geworden ist. Mittlerweile sind neben der Kleidung außerdem Mobiltelefone von T-Mobile, Fahrräder und Taschen für das iPhone im LRG-Look erhältlich.
Die Modefirma appelliert mit verschiedenen Kampagnen, gegen Gewalt zu stehen, und bemüht sich ausdrücklich, die Natur zu schützen. Teile des Einkommens gehen regelmäßig an verschiedene Projekte, die etwa dem Schutz des Regenwaldes und der Urvölker dieser Erde dienen.
Viele bekannte Stars aus Musik und Fernsehen wie Quentin Tarantino, Kevin James, John Legend, B.o.B. Raekwon, Roc-A-Fella Records-Produzenten Kanye West und Just Blaze, welcher einen Werbevertrag mit LRG hat, oder Bun B schmücken sich mit der Marke. Diverse Künstler modeln außerdem für die Modefirma.